# Colocleora acygonia
Colocleora acygonia là một loài bướm đêm trong họ Geometridae.